# Supercopa de Chile 2015
La Supercopa de Chile 2015 fue la 3.ª edición de la competición disputada entre los campeones de la Primera División de Chile y de la Copa Chile, correspondiente a la temporada 2015-2016 del fútbol chileno.
Su organización estuvo a cargo de la Asociación Nacional de Fútbol Profesional de Chile (ANFP), y contó con la participación de dos equipos: el campeón de la Copa Chile MTS 2014-15 y el mejor campeón de Primera División de la temporada 2014-2015. La competición se disputó en partido único, en Temuco, sede que la ANFP determinó por sorteo.
El campeón fue Universidad de Chile, que con una victoria por 2-1 ante Universidad de Concepción en tiempo reglamentario, se adjudicó su primer título de la Supercopa de Chile. En el certamen de ese año, se transmitió por primera vez para la televisión abierta, ya que TVN televisó el partido.

## Reglamento de juego
La competición consistió en un único partido, jugado en cancha neutral, a disputarse en dos tiempos de 45 minutos, esto es, un tiempo reglamentario de 90 minutos en total.

### Criterios de desempate
Si ambos equipos terminaban empatados en goles, el partido se definía mediante tiros desde el punto penal.

## Balón oficial
Para la edición de este torneo se utilizó el balón «Cachaña», confeccionado por la marca estadounidense Nike, como el balón oficial de esta competición. Dicho balón, que fue utilizado en la Copa América 2015, es fruto del contrato que se adjudicó la ANFP con aquella marca, por lo que será también el balón oficial en todas las competiciones nacionales en esta temporada, como el Torneo de Apertura 2015, el Torneo de Clausura 2016, el Torneo de Primera B 2015-16, la Segunda División Profesional 2015-16 y la Copa Chile 2015.

## Equipos participantes

### Información de los clubes
Los equipos participantes, al igual que en las ediciones anteriores, son el campeón de la Copa Chile MTS 2014-15 y el campeón de Primera División, sea del Torneo de Apertura 2014 o de Clausura 2015, que haya obtenido mejor puntaje en la tabla de temporada.
Esta edición fue, para Universidad de Concepción, el debut en este tipo de competición. Universidad de Chile, en cambio, fue la segunda vez que participa en este torneo; esto fue en la edición 2013, saliendo subcampeón frente a Unión Española.
| Equipo                    | Entrenador     | Ciudad     | Estadio                     | Capacidad | Vía de clasificación                    |
| ------------------------- | -------------- | ---------- | --------------------------- | --------- | --------------------------------------- |
| Universidad de Chile      | Martín Lasarte | Santiago   | Estadio Nacional de Chile   | 48 655    | Mejor campeón de la Temporada 2014-2015 |
| Universidad de Concepción | Ronald Fuentes | Concepción | Estadio Municipal Ester Roa | 30 488    | Campeón de la Copa Chile 2014-15        |

## Desarrollo
| 25         | Guardameta     | Johnny Herrera     |     |
| 5          | Defensa        | Mathías Corujo     |     |
| 4          | Defensa        | Osvaldo González   |     |
| 23         | Defensa        | Cristián Suárez    |     |
| 3          | Defensa        | José Rojas         |     |
| 6          | Centrocampista | Sebastián Martínez |     |
| 15         | Centrocampista | Leonardo Valencia  | 73' |
| 22         | Centrocampista | Gustavo Lorenzetti |     |
| 11         | Delantero      | Sebastián Ubilla   | 77' |
| 19         | Delantero      | Gustavo Canales    |     |
| 7          | Delantero      | Francisco Castro   | 57' |
| Entrenador | Entrenador     | Martín Lasarte     |     |

| 1          | Guardameta     | Cristián Muñoz      |     |
| 18         | Defensa        | Juan Pablo Gómez    | 64' |
| 3          | Defensa        | Waldo Ponce         |     |
| 17         | Defensa        | Esteban Flores      |     |
| 25         | Defensa        | Ronald de la Fuente |     |
| 6          | Centrocampista | Alejandro Camargo   |     |
| 21         | Centrocampista | Fernando Manríquez  |     |
| 15         | Centrocampista | Michael Lepe        | 66' |
| 5          | Delantero      | José Huentelaf      | 74' |
| 23         | Delantero      | Gabriel Vargas      |     |
| 9          | Delantero      | Diego Churín        |     |
| Entrenador | Entrenador     | Ronald Fuentes      |     |

| 8  | Delantero      | Patricio Rubio   | 57' |
| 21 | Centrocampista | Gonzalo Espinoza | 73' |
| 16 | Defensa        | Matías Rodríguez | 77' |

| 16 | Centrocampista | Héctor Berríos   | 64' |
| 24 | Centrocampista | Diego Guastavino | 66' |
| 28 | Delantero      | Jorge Troncoso   | 74' |

| Anotado | 9'  | Cristián Suárez  | 1–0 |
| Anotado | 80' | Matías Rodríguez | 2–0 |

| Anotado · Penal | 90' | Fernando Manríquez | 2–1 |

| Amonestado | 11' | Mathías Corujo |

| Amonestado | 43' | Alejandro Camargo |

| Árbitro             | Patricio Polic  |
| Árbitros asistentes | Óscar Suazo     |
| Árbitros asistentes | Edson Cisternas |
| Cuarto Árbitro      | Piero Maza      |

| 25         | Guardameta     | Johnny Herrera     |     |
| 5          | Defensa        | Mathías Corujo     |     |
| 4          | Defensa        | Osvaldo González   |     |
| 23         | Defensa        | Cristián Suárez    |     |
| 3          | Defensa        | José Rojas         |     |
| 6          | Centrocampista | Sebastián Martínez |     |
| 15         | Centrocampista | Leonardo Valencia  | 73' |
| 22         | Centrocampista | Gustavo Lorenzetti |     |
| 11         | Delantero      | Sebastián Ubilla   | 77' |
| 19         | Delantero      | Gustavo Canales    |     |
| 7          | Delantero      | Francisco Castro   | 57' |
| Entrenador | Entrenador     | Martín Lasarte     |     |

| 1          | Guardameta     | Cristián Muñoz      |     |
| 18         | Defensa        | Juan Pablo Gómez    | 64' |
| 3          | Defensa        | Waldo Ponce         |     |
| 17         | Defensa        | Esteban Flores      |     |
| 25         | Defensa        | Ronald de la Fuente |     |
| 6          | Centrocampista | Alejandro Camargo   |     |
| 21         | Centrocampista | Fernando Manríquez  |     |
| 15         | Centrocampista | Michael Lepe        | 66' |
| 5          | Delantero      | José Huentelaf      | 74' |
| 23         | Delantero      | Gabriel Vargas      |     |
| 9          | Delantero      | Diego Churín        |     |
| Entrenador | Entrenador     | Ronald Fuentes      |     |

| 8  | Delantero      | Patricio Rubio   | 57' |
| 21 | Centrocampista | Gonzalo Espinoza | 73' |
| 16 | Defensa        | Matías Rodríguez | 77' |

| 16 | Centrocampista | Héctor Berríos   | 64' |
| 24 | Centrocampista | Diego Guastavino | 66' |
| 28 | Delantero      | Jorge Troncoso   | 74' |

| Anotado | 9'  | Cristián Suárez  | 1–0 |
| Anotado | 80' | Matías Rodríguez | 2–0 |

| Anotado · Penal | 90' | Fernando Manríquez | 2–1 |

| Amonestado | 11' | Mathías Corujo |

| Amonestado | 43' | Alejandro Camargo |

| Árbitro             | Patricio Polic  |
| Árbitros asistentes | Óscar Suazo     |
| Árbitros asistentes | Edson Cisternas |
| Cuarto Árbitro      | Piero Maza      |

## Campeón
|                                  |
| Universidad de Chile 1.er título |